# Fanning Springs
Fanning Springs es una ciudad ubicada en el condado de Levy en el estado estadounidense de Florida. En el Censo de 2010 tenía una población de 764 habitantes y una densidad poblacional de 75,04 personas por km².

## Geografía
Fanning Springs se encuentra ubicada en las coordenadas 29°35′14″N 82°56′1″O / 29.58722, -82.93361. Según la Oficina del Censo de los Estados Unidos, Fanning Springs tiene una superficie total de 10.18 km², de la cual 9.83 km² corresponden a tierra firme y (3.41%) 0.35 km² es agua.

## Demografía
Según el censo de 2010, había 764 personas residiendo en Fanning Springs. La densidad de población era de 75,04 hab./km². De los 764 habitantes, Fanning Springs estaba compuesto por el 95.03% blancos, el 0.79% eran afroamericanos, el 1.44% eran amerindios, el 0.65% eran asiáticos, el 0% eran isleños del Pacífico, el 0.92% eran de otras razas y el 1.18% pertenecían a dos o más razas. Del total de la población el 7.72% eran hispanos o latinos de cualquier raza.